# Donat Johann Comte Heissler de Heitersheim
Donat Johann Comte Heissler de Heitersheim, né vers 1648 et mort à Szeged le 1er septembre 1696, est un maréchal impérial et royal du Saint-Empire romain germanique .

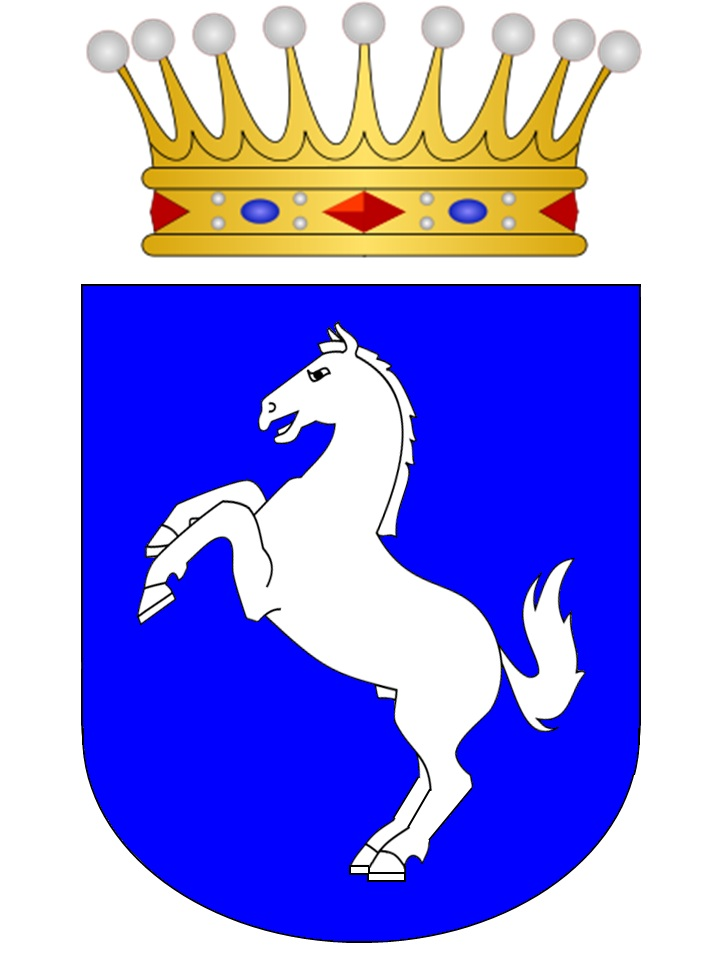
Armoiries des Comtes Heissler de Heitersheim

## Biographie

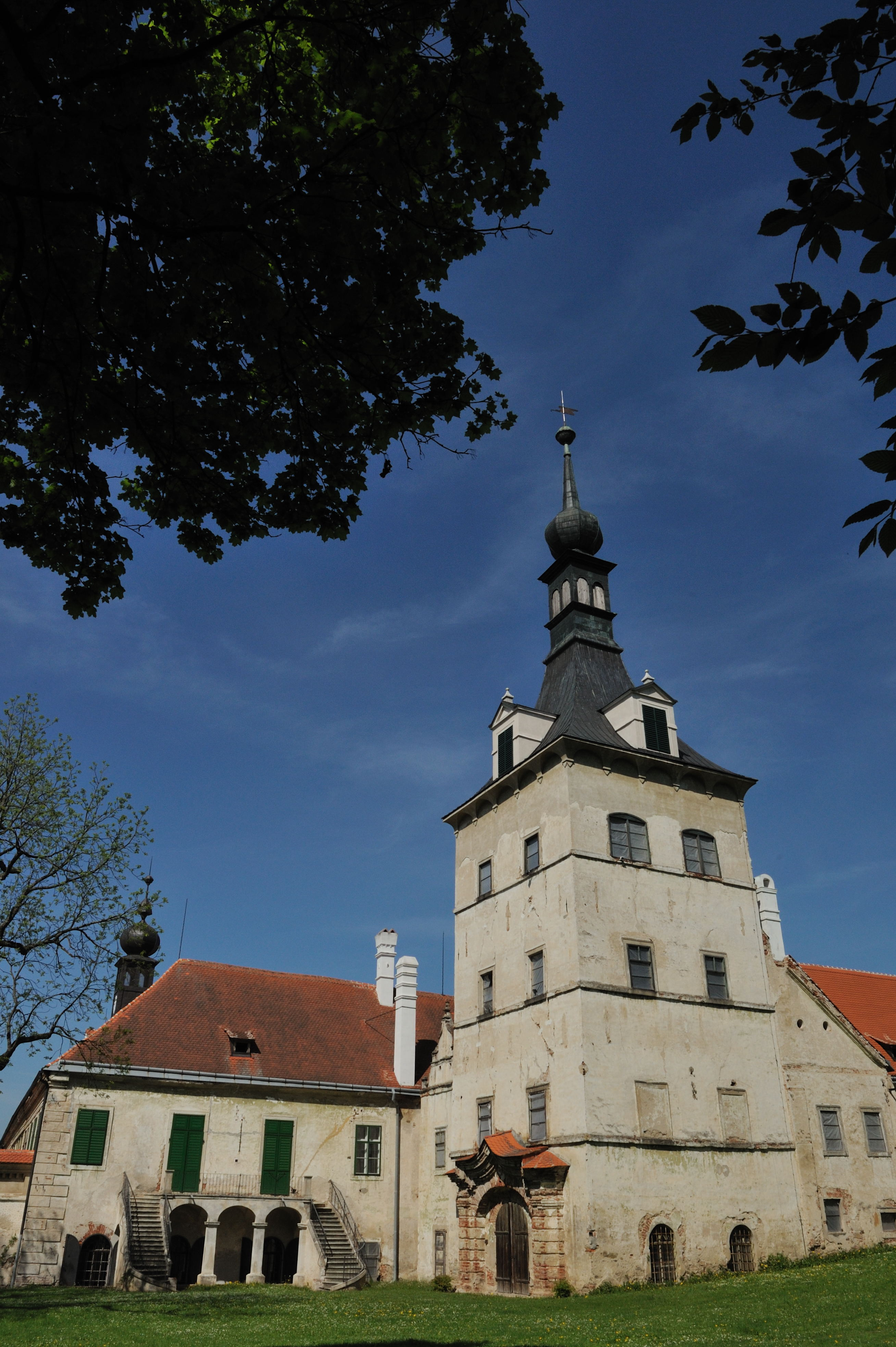
Le château d'Uherčice

Ce grand soldat est né à la fin de la Guerre de Trente Ans et s’engage très jeune au service des Habsbourg.
Le capitaine de cavalerie Donat Johann Heissler est élevé au rang de chevalier le 15 septembre 1678. Son courage et sa conduite exemplaire le conduisent à commander en tant que colonel dès 1688 un régiment de dragons qu'il finance sur ses deniers personnels, et qui adopte son nom la même année: "Heissler-Dragoner für die kaiserlich-habsburgische Armee (de)".
Il se comporte avec beaucoup de bravoure durant la bataille de Vienne en 1683. D’autres faits d’armes lui permettent de se distinguer en Hongrie. Ainsi, il bat en 1684 les rebelles commandés par Imre Thököly et, peu après, un régiment turc à Székesfehérvár (Stuhlweißenburg). En 1685, il enlève Vác (Waitzen), submerge Arad, puis défait une troupe turque qui défendait Oradea (Großwardein) et Gyula. Nommé général (Generalfeldwachtmeister), le 16 septembre 1685, il contrarie dans l'expédition suivante le déblocage de Munkács et Ofen, et défait encore les Turcs à Szeged (Szegedin). En 1688, il écrase Imre Thököly à Tileagd, s’empare de Požarevac (Passarowitz) et se distingue devant Belgrade.
Après avoir été nommé général de corps d’armée (Feldmarschall-Leutnant) le 4 janvier 1689, la chance l'abandonne dans ses nouvelles entreprises en Valachie. Elles échouent en raison du manque de loyauté des habitants et de malentendus avec les Hospodar ; il perd la bataille de Tohani le 21 août 1689 et est fait prisonnier.
Son élargissement n’a lieu que deux ans plus tard grâce à un échange contre Ilona Zrínyi, l'épouse d'Imre Thököly, qui était détenue dans les prisons impériales. À peine libéré, il est élevé au grade de général d'armée (General der Kavalerie) le 9 février 1692 et il démontre que son courage n’est pas entamé en s’emparant le 5 juin 1692 d'Oradea (Großwardein). En 1692, il cède son régiment de dragons au colonel Philippe Jacob De La Porte. Il prend de 1694 à 1695 le commandement supérieur par intérim de l'armée principale de Hongrie. Il obtient le grade suprême de maréchal (Feldmarschall) le 12 mai 1696.
L'histoire n'a pas retenu à quelle date il devint baron. On sait qu'en 1693, il acheta à ce titre la propriété de Písečné (Piesling) et celle d'Uherčice (Ungarschitz). Il fut aussi élevé au rang de comte, comme l'atteste le « Registre des Généraux et Généraux d'Armée Impériaux et Royaux morts au Champ d'Honneur » où apparait Donat Johann Comte Heissler de Heitersheim, maréchal impérial et royal mort le 1er septembre 1696 des suites d'une blessure reçue cinq jours auparavant à la bataille d'Olás (Olasch), près de  Timişoara(Temesvar), qui opposait l'empire autrichien à l'Empire ottoman.

## Armoiries
D'azur à un étalon d'argent sautant.

## Un amoureux de châteaux

### Uherčice
Heissler de Heitersheim acquit le château d'Uherčice et procéda à son embellissement. Les modifications qu'il apporta au château lui donnèrent son aspect baroque grâce au talent de l'architecte Francesco Martinelli. Sous l'égide du Comte, Baldassarre Fontana réalise la très belle décoration en stuc dans la chapelle et dans douze salles d'apparat

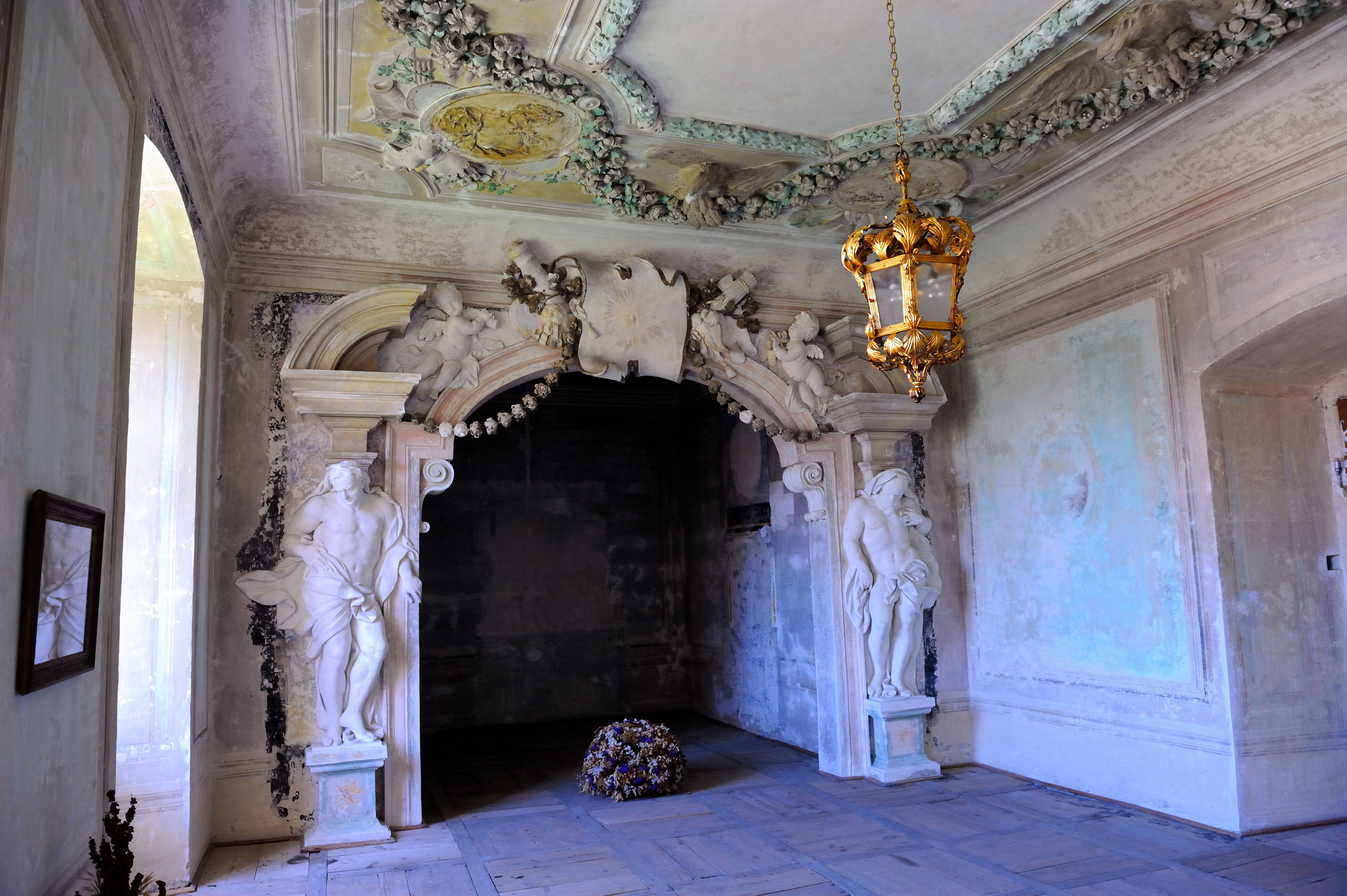
Décoration en Stuc dans le château d'Uherčice par Baldassarre Fontana

### Písečné
Il acquit également le château de Písečné à la même époque.

## Descendance
Le comte fut marié à Barbara Maria, Comtesse Heissler de Heitersheim, née Comtesse de Rotthal .Celle-ci vendit au prince Eugène de Savoie l'île de Csepel, située au sud de Budapest sur le Danube. Le couple donna naissance à deux fils :

### François-Joseph comte Heissler de Heitersheim (†12.07.1753)
épousa le 29 mai 1713 à Prague, Maria Anna Comtesse de Mittrowitz, Membre de l'Ordre de la Croix étoilée. Ils eurent quatre filles:
- Maria Theresia Maximiliana Carolina Heissler de Heitersheim (†14.8.1759) épousa Maximilian Joseph Comte Mittrovsky de Mitrowitz Baron de Nemyssl (*30.05.1709 - †18.01.1782) [4]. De cette union naquit Johann Nepomuk Comte Mittrowsky von Mittrowitz (*20.01.1757 à Brno - †20.05.1799 à Brno) qui est un ancêtre direct du chef d'orchestre Nikolaus Harnoncourt (de son nom complet Nicolas de la Fontaine Comte d'Harnoncourt-Unverzagt)
- Johanna comtesse Heissler de Heitersheim épousa en 1741 Charles-Gabriel, baron de Canon et du Saint-Empire, dit marquis de Ville (né à Nancy en Lorraine en 1705  et mort en Moravie le  29 février 1792), seigneur de Brick en Silésie, chambellan de leurs majestés impériales et royales, major général et commandant de Debrecen.
- Maria Anna comtesse Heissler de Heitersheim
- Maria Judith comtesse Heissler de Heitersheim  épousa Jean-Baptiste Joyeuse (*25.11.1699 - †18.091765) - Maréchal de camp.

François-Joseph H. de H. acquit Qualkowitz (Kalkwiesen) en 1702 puis revendit cette même propriété en 1718. Il vendit aussi le 24 octobre 1731, la propriété de Písečné au comte Anton von Hartig. François-Joseph fit également une brillante carrière en tant que membre du Conseil secret, puis comme juge royal du Land en 1732, pour enfin accéder au poste de gouverneur de Moravie en 1740.

### Bernard comte Heissler de Heitersheim
le second fils du comte. En 1705, celui-ci commande le régiment de dragons qui avait été fondé par Donat Johann Comte Heissler de Heitersheim.